# 密西西比河
密西西比河，位于北美洲中南部，是北美最大的水系，流域面積约为300万平方公里。它也是北美第二長的河流，源头在美国明尼苏达州西北部海拔446米的艾塔斯卡湖（Lake Itasca），流经中央大平原，向南注入墨西哥湾。最长支流密蘇里河的源头雷德罗克湖，全长3,767公里。如果按照密西西比河的支流——密苏里河的源头计算，则全长为6,021公里，居世界河流的第4位，其集水範圍可以作為美國中西部的分界。
密西西比河的名稱源自於美國北部威斯康辛州的印第安阿爾貢金人，因为它支流众多，美国人又尊称为“老人河”，与尼罗河、亚马逊河和长江合称世界四大长河，是北美大陆流域面积最广的水系，两岸多湖泊和沼泽。河流年均输沙量4.95亿吨。流域属世界三大黑土区之一。密西西比河流域绝大部分位于美国境内，只有约1%的部分位于加拿大境内。

## 水文
密西西比河西边的支流比东边多而长，形成了一大型树枝状水系。水量丰富，近河口的年均流量达1.68万立方米/秒。
- 从源头艾塔斯卡湖至明尼阿波利斯、圣保罗为上游，长约1010公里。地势低平，水流缓慢，河流两侧冰川湖泊、沼泽星罗棋布，湖水往往形成急流、瀑布，后注入干流。近明尼阿波利斯处，流经1.2公里长的峡谷急流带，落差19.5米，形成圣安东尼瀑布（落差5.4米）。
- 明尼阿波利斯、圣保罗至俄亥俄河口的开罗为中游，长约1373公里。圣路易斯以北河段，河床坡度大，两岸为悬崖峭壁，多急流险滩。圣路易斯附近谷地开展，宽10～15公里。圣路易斯以南，河床比降减小，自开普吉拉多角以下，河流弯曲度明显增大，河谷逐渐变宽，俄亥俄河汇入处河宽达2.4公里。
- 开罗以下为下游，长约1567公里。流经平原地区，河宽一般为730～1370米，比降小，水流缓慢，多曲流、牛轭湖和沙洲，具有老年河特征。

上游的春季融雪、雨水补给，4月为最高水位，6月降水增多，为次高水位，12月为低水位。中游的密苏里河注入，流量增至5800立方米/秒，最高水位在6月。下游的俄亥俄河提供干流57％的水量，流量增至1.34万立方米/秒，4月为最高水位，10月为最低水位。
2022年10月，受干旱天气影响，密西西比河部分流域水位大幅下降。流路易斯安那州新奥尔良的河段水位為60厘米，创十年来该河段水位最低值。2023年9月，密西西比河水位再度大幅降低。

## 航运
密西西比河航运价值很大。1811年，“新奥尔良”号汽轮首航密西西比河。当前年运输量在2亿吨以上。
除了主流外，可通航的支流约有40条，水深2.75米的航道达1万公里，并通过运河与五大湖连成一巨大的内河航运系统。

## 沿岸城市

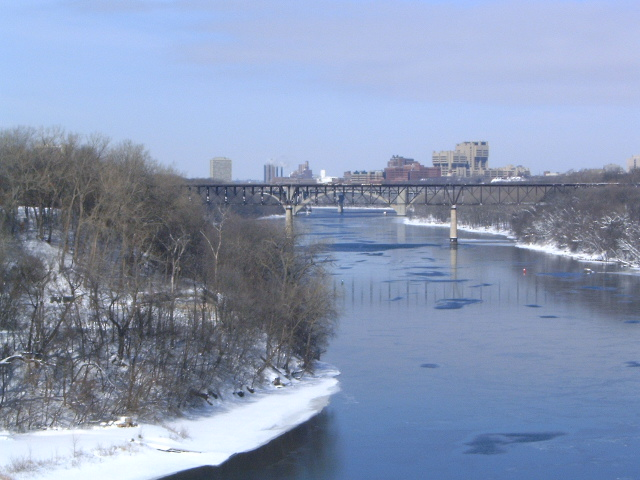
密西西比河穿越明尼苏达州的明尼亞波利斯（2007）

河边上主要的城市包括：
| 城市                 | 人口      |
| -------------------- | --------- |
| 明尼蘇達州雙城       | 3,615,902 |
| 圣路易斯             | 2,878,255 |
| 孟斐斯               | 1,316,100 |
| 新奥尔良（河口城市） | 1,214,932 |
| 路易斯安那州巴吞鲁日 | 802,484   |
| 阔德城               | 382,630   |
| 圣克劳德             | 189,148   |
| 拉克罗斯             | 133,365   |
| 開普吉拉多           | 96,275    |
| 迪比克县             | 93,653    |

## 別名
由於密西西比河的壮阔浩瀚及其歷史意義，有許多別稱：
- 父親河（The Father of Waters）
- The Gathering of Waters
- The Big Muddy（更通常指密蘇里河）
- 大河（Big River）
- 老人河（Old Man River）
- 偉大之河（The Great River）
- 國家之體（Body of a Nation）
- The Mighty Mississippi
- El Grande（de Soto）
- The Muddy Mississippi
- 老藍（Old Blue）
- 月河（Moon River）
- 密士失必河

## 娱乐

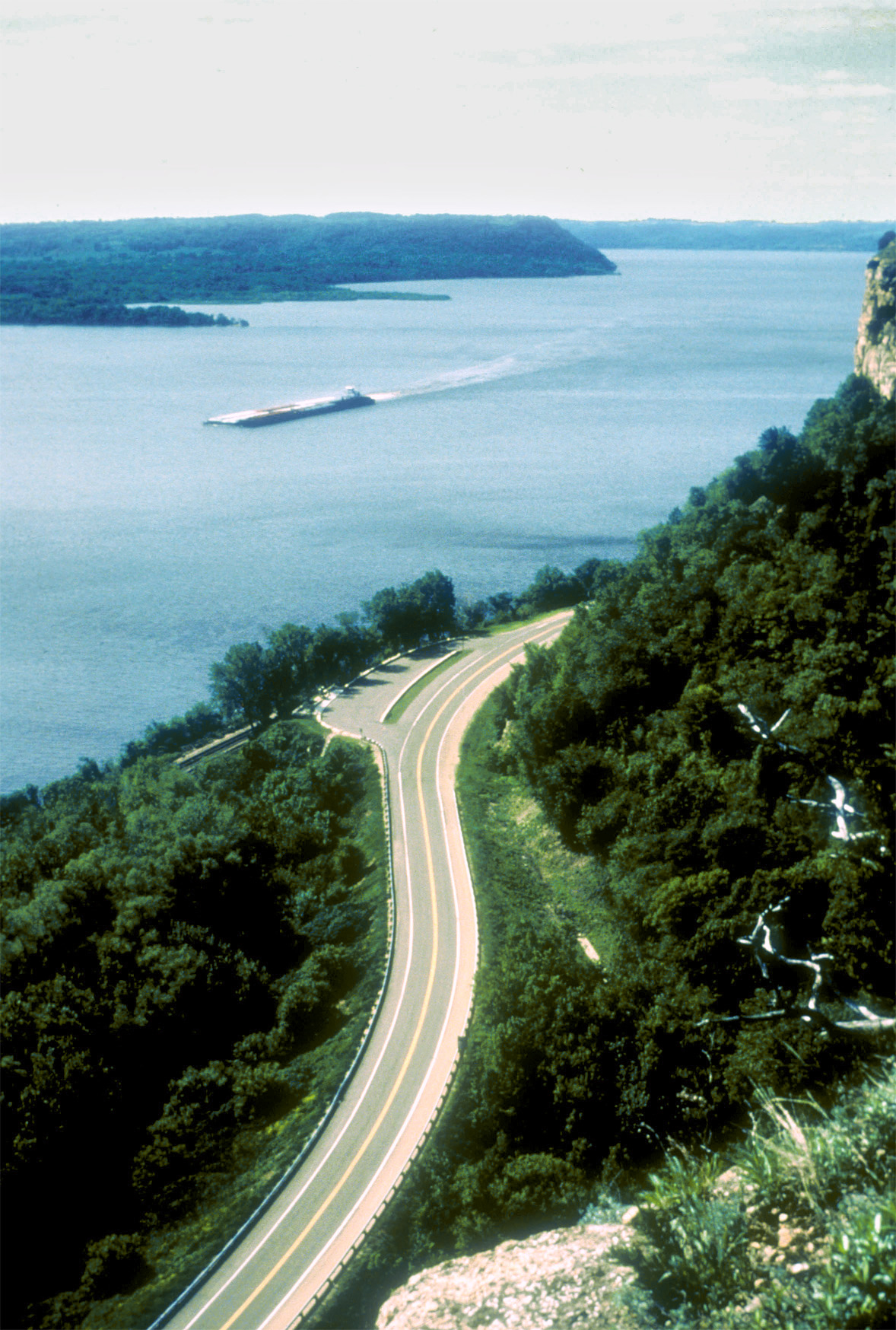
威斯康辛靠近丕平湖的一段大河之路（2005）

滑水被发明于威斯康辛和明尼苏达之间的丕平湖地区。拉尔夫·萨缪尔森在1922年发明并改进了他的滑水技术，并在1925年第一次表演了滑水跳跃。
沿着密西西比河有7个由美国国家公园管理局管理的区域。密西西比河国家河流和娱乐区是为了保护和展现密西西比河本身。其他6个区域是（按从北到南排列）：
- 雕像古冢国家保护区（英语：Effigy Mounds National Monument）
- 杰弗逊国家扩张纪念公园
- 维克斯堡国家军事公园（英语：Vicksburg National Military Park）
- 纳切兹国家历史公园（英语：Natchez National Historical Park）
- 新奥尔良爵士国家历史公园（英语：New Orleans Jazz National Historical Park）
- 吉恩·拉菲特国家历史公园和保留地（英语：Jean Lafitte National Historical Park and Preserve）

## 文化影响

### 文学
- 威廉·福克纳的大多数作品背景设定为他的故乡密西西比河流域与三角洲地区，并虚构了一个密西西比河流域的县份约克纳帕塔法。
- 马克·吐温的许多作品的背景都是密西西比河，比如《密西西比河上的生活（英语：Life on the Mississippi）》、《汤姆·索亚历险记》、《哈克贝利·费恩历险记》。
- 赫尔曼·梅尔维尔的小说《騙子（英语：The Confidence-Man）》（1857）讲述了一艘密西西比河的汽轮上的旅客们讲述的发生在密西西比河的故事。

### 音乐
- 老人河(Ol' Man River)

## 相關条目
- 北美大平原
- 密西西比河三角洲
- 大平原
- 美国最长河流列表
- 世界河流列表

## 延伸閱讀
- Penn, James R. . ABC-CLIO. 2001. ISBN 978-1-57607-042-0.
- Bartlett, Richard A. . R. R. Donnelley and Sons. 1984. ISBN 978-0-07-003910-0.

## 外部連結

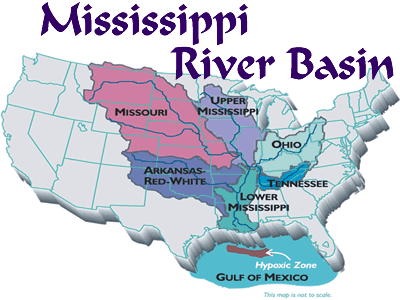

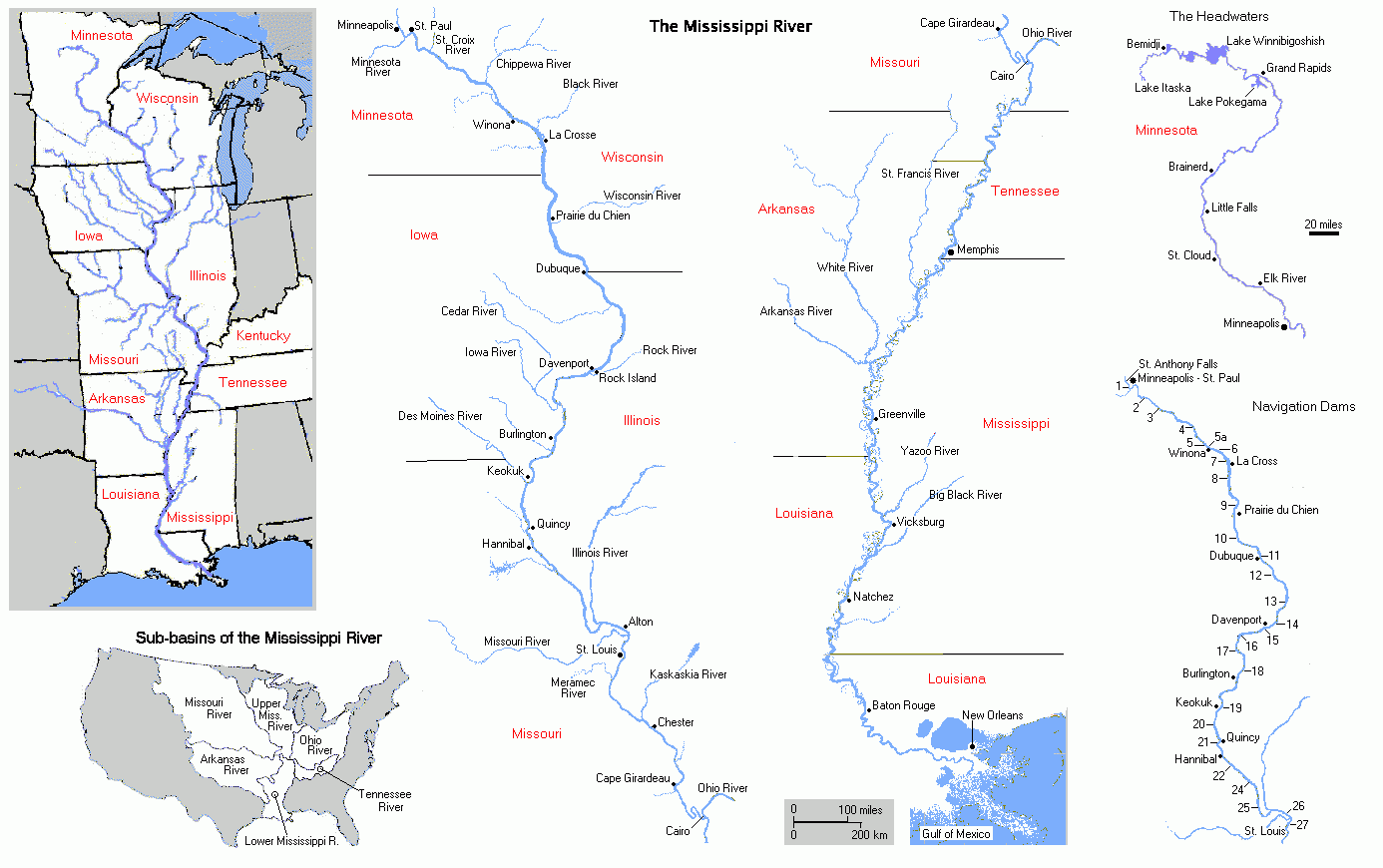
密西西比河地图

- Mississippi River, project of the American Land Conservancy
- National Mississippi River Museum & Aquarium（页面存档备份，存于）
- General Information about the Mississippi River（页面存档备份，存于）
- 1911 Britannica article